# Valjkasta ostika
Valjkasta ostika (lat. Aegilops cylindrica), jednogodišnja biljna vrsta iz porodice trava, jedna od dvadesetak u rodu oštrica ili ostike. Rasprostranjena je po dijelovima Europe i Azije, uključujući i Hrvatsku
Postoje brojni sinonimi.